# Slagelse Station
Slagelse Station er en dansk jernbanestation i Slagelse.
Den første station i Slagelse blev opført ved anlægget af Sjællandske Jernbane Selskabs (SJS) anlæg af strækningen Roskilde-Korsør i 1856. For at undgå store jordarbejder, blev stationen bygget lidt nord for byen (ligesom også Sorø og Korsør stationer af sparehensyn anlagdes et stykke fra de byer, de skulle betjene), hvilket fik borgerne til at arbejde for enten et stikspor til byen eller en forlægning.
I forbindelse med anlægget af strækningen Slagelse-Næstved i 1891-1892 forlagde man Vestbanen ved Slagelse, blandt andet ved at gennemføre omfattende udgravninger, med hjælp af den første dampgravemaskine, der blev anvendt i Danmark. Samtidig opførtes den nuværende stationsbygning, tegnet af statsbanernes arkitekt N.P.C. Holsøe. Bygningen blev fredet i 1992. Den oprindelige stationsbygning kan stadig ses på Nordre Ringgade, hvis forløb stort set følger den oprindelige jernbanes linjeføring.

## Strækninger
- Roskilde-Korsør 1856 -
- Slagelse-Næstved 1892 – 1971
- Slagelse-Høng-Værslev 1898 – 1971
- Slagelse-Høng-Tølløse 1971 - (Slagelse - Høng overtaget fra ovennævnte)

## Galleri
- Stationsbygningen set fra Sønder Stationsvej.
- Syddansk Universitets afdeling ved stationen.
- Perron for InterCitytog.
- InterCitytog ankommer fra København.
- Perron for Tølløsebanen.
- Busterminalen med R-busser.

## Antal rejsende
Ifølge Østtællingen 2008 var udviklingen i antallet af dagligt afrejsende:
| År   | Antal |
| ---- | ----- |
| 2003 | 3.400 |
| 2004 | 3.400 |
| 2005 | 3.481 |
| 2006 | 3.236 |
| 2007 | 3.833 |
| 2008 | 3.918 |